# Kolarstwo na Igrzyskach Małych Państw Europy 2013
Kolarstwo na Igrzyskach Małych Państw Europy 2013 – zawody kolarskie w ramach rozgrywanych w Luksemburgu igrzysk małych krajów odbyły się w dniach 28–31 maja w Cessange (dzielnicy Luksemburga). 

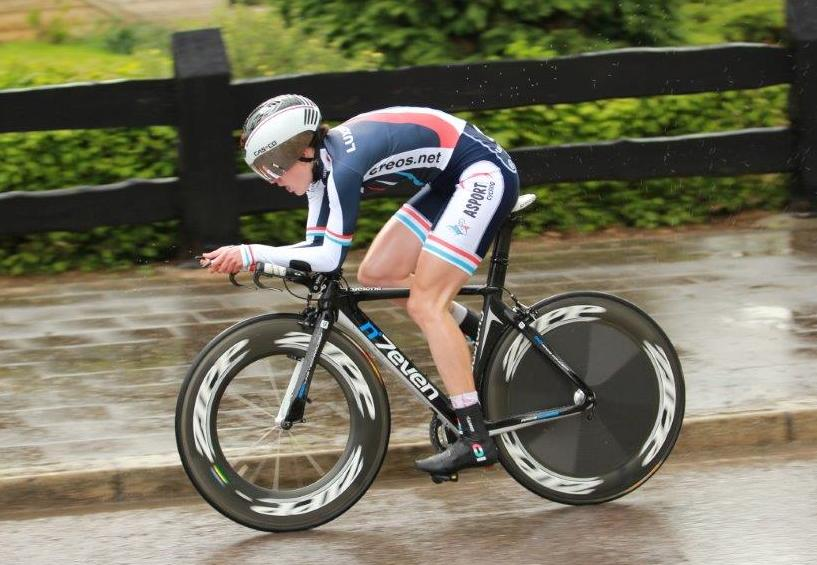
Christine Majerus podczas time trial, zwyciężyła we wszystkich 3 konkurencjach kobiecych

## Rezultaty

### Klasyfikacja medalowa
Legenda
     Na niebiesko zaznaczono gospodarza igrzysk
| Poz.    | Kraj          | Złoto | Srebro | Brąz | Razem |
| 1       | Luksemburg    | 5     | 3      | 3    | 11    |
| 2       | Liechtenstein | 1     | 1      | 0    | 2     |
| 3       | San Marino    | 0     | 1      | 1    | 2     |
| 4       | Cypr          | 0     | 1      | 2    | 3     |
| Łącznie | Łącznie       | 6     | 6      | 6    | 18    |

## Rezultaty

### Mężczyźni

#### Kolarstwo szosowe
| Konkurencja                | Złoto         | Wynik       | Srebro        | Wynik       | Brąz             | Wynik       |
| Wyścig ze startu wspólnego | Joël Zangerle | 3:07:41.852 | Hans Burkhard | 3:14:51.087 | Tom Thill        | 3:14:52.632 |
| Jazda indywidualna na czas | Stefan Küng   | 26:41.31    | Alex Kirsch   | 27:43.74    | Christian Helmig | 28:08.93    |

#### Kolarstwo górskie
| Konkurencja   | Złoto            | Wynik   | Srebro              | Wynik   | Brąz            | Wynik   |
| Cross-country | Christian Helmig | 1:15:36 | Marios Athanasiadis | 1:16:37 | Christos Loizou | 1:19:10 |

### Kobiety

#### Kolarstwo szosowe
| Konkurencja                | Złoto             | Wynik       | Srebro              | Wynik       | Brąz               | Wynik       |
| Wyścig ze startu wspólnego | Christine Majerus | 2:21:22.229 | Nathalie Lamborelle | 2:21:53.554 | Chantal Hoffmann   | 2:21:54.150 |
| Jazda indywidualna na czas | Christine Majerus | 15:02       | Daniela Veronesi    | 15:26       | Antri Christoforou | 15:28       |

#### Kolarstwo górskie
| Konkurencja   | Złoto             | Wynik   | Srebro         | Wynik   | Brąz             | Wynik   |
| Cross-country | Christine Majerus | 1:12:33 | Isabelle Klein | 1:13:20 | Daniela Veronesi | 1:14:50 |